# Deskford Church

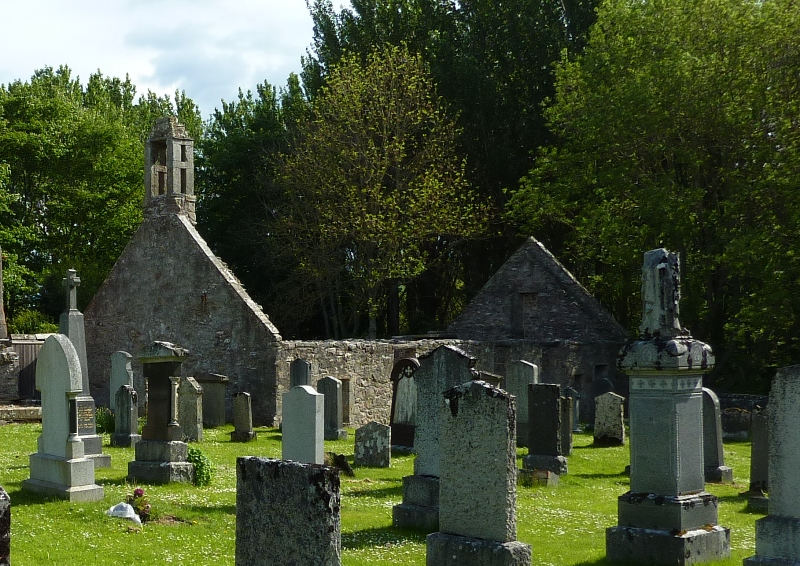
Deskford Church.

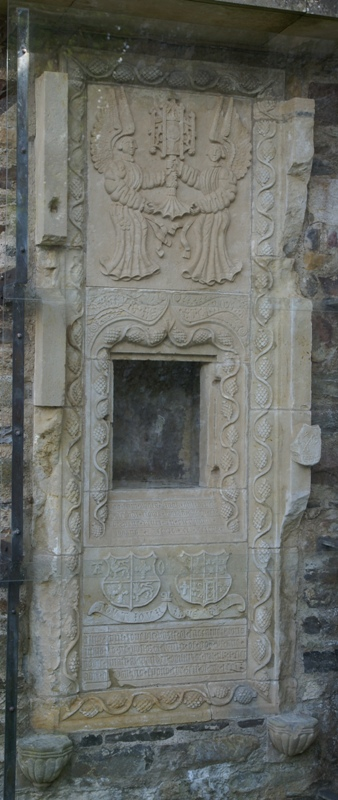
Het zestiende-eeuwse tabernakel.

Deskford Church is (de ruïne van) een zestiende-eeuwse kerk, gelegen in Deskford, ruim zes kilometer ten zuiden van Cullen in de Schotse regio Moray.

## Geschiedenis
Deskford Church is gewijd aan Sint Johannes. De oudste documenten die deze kerk noemen, stammen uit 1541. In die tijd was de kerk slechts een kapel, die deels verbouwd werd. In 1545 was er sprake van een kerk in plaats van een kapel. In 1551 schonken Alexander Ogilvie van Deskford en Findlater en diens vrouw Elizabet Gordon een tabernakel.
In 1872 werd een nieuwe kerk gebouwd. Van Deskford Church werd het dak verwijderd, werden de muren gecementeerd en werd het tabernakel voorzien van een houten kap om het te beschermen.

## Bouw
Deskford Church is een relatief smal, rechthoekig gebouw. De kerk is oost-westelijk georiënteerd. Aan beide uiteinden bevond zich een trap aan de buitenzijde, waarmee men een houten galerij kon bereiken. Begin jaren zestig van de twintigste eeuw waren geen sporen meer te zien van deze trappen.
Aan de oostzijde bevindt zich in de noordelijke muur een tabernakel, dat versierd is met druivenranken.
Op het bovenste deel van het tabernakel zijn twee engelen afgebeeld die samen een monstrans vasthouden.
Het middelste deel bestaat uit een ruimte waar de hosties geplaatst konden worden. Erboven staat de tekst uit Genesis 29:14: os meum es et caro mea (Gij zijt mijn gebeente en vlees). Eronder staat een tekst uit het zesde hoofdstuk, vers 51, van het Evangelie volgens Johannes: ego sum panis vivus qui de celo descendi quis manducaverit ex hoc pane vivet in aeturnum (ik ben het levend brood dat uit de hemel is neergedaald; indien iemand van dit brood eet, zal hij voor eeuwig leven.)
Op het onderste deel van het tabernakel staan de familiewapens van Alexander Ogilvy en zijn vrouw met hun initialen ernaast en hun familiemotto's eronder. Daaronder staat de tekst: This pnt loveable work of Sacrament house maid to ye honor and loving of God be ane noble man Alexander Ogilvy of yat ilk, and Elizabet Gordon, his spous the yeir of God 1551. (Dit huidige, liefdevolle werk van een tabernakel werd gemaakt voor de eer en liefde van God door een edelman Alexander Ogilvy en Elizibet Gordon, zijn vrouw, in het jaar van God 1551.)

## Beheer
Deskford Church wordt beheerd door Historic Scotland.